# Schachmuseum Löberitz
Das Schachmuseum Löberitz ist ein Regionalmuseum in der Stadt Zörbig (Ortschaft Löberitz) im Landkreis Anhalt-Bitterfeld, Sachsen-Anhalt.

## Gründung/Aufbau
Das Museum befindet sich in der Trägerschaft der Schachgemeinschaft 1871 Löberitz.
Von 2003 bis 2007 erfolgten Ausbau, Renovierung, Modernisierung und Möblierung der zur Verfügung gestellten Räumlichkeiten. Vor allem der Löberitzer Heimatforscher Konrad Reiß trieb die Gründung und Einrichtung des Schachmuseums in Löberitz voran. Im Mai 2002 sprach ihm der Deutsche Schachbund Dank und Anerkennung in Form einer Ehrenurkunde aus.
Die Eröffnung des Schachmuseums Löberitz konnte am 1. Juni 2007 im Rahmen der 800-Jahr-Feier von Löberitz stattfinden.

## Sammlungs- und Ausstellungsumfang
Das Museum versteht sich als Zentrum der Schachgeschichtsforschung zwischen Naumburg, Halle, Magdeburg und Dessau. In einer umfangreichen Bibliothek werden außer Büchern auch Schachzeitungen und Schachchroniken vorgehalten.
Präsentiert wird eine Ausstellung über die 125-jährige Schachgeschichte des Saale-Schachbundes. So finden sich Schachfiguren und Bretter aus drei Jahrhunderten, Schachuhren, Wimpel, Abzeichen und Medaillen, Urkunden und Übungsleiter-Ausweise, wobei die meisten Exponate einen regionalen Bezug haben. Gezeigt werden historische (etwa aus Gusseisen) und selbst gebastelte Schachspiele aus Gefangenenlagern, außerdem eine Kollektion der Stühle, auf denen prominente Schachspieler gesessen haben. Ausgestellt sind ferner der erste DDR-Schachcomputer, eine Schachbriefmarken-Sammlung, eine umfangreiche Schachchronik und ausgewählte Schachliteratur.